# Haderslev Fodboldstadion
El Haderslev Fodboldstadion conocido como Sydbank Park por razones de patrocinio, es un estadio de fútbol situado en la ciudad de Haderslev, Dinamarca. El estadio inaugurado en 2001 posee una capacidad de 10 000 asientos, y es propiedad del SønderjyskE Fodbold club que disputa la Superliga danesa.
A partir de diciembre de 2013, el "Haderslev Fodboldstadion" cambió su nombre comercialmente por primera vez, siendo renombrado "Sydbank Park" por un periodo de 5 años.

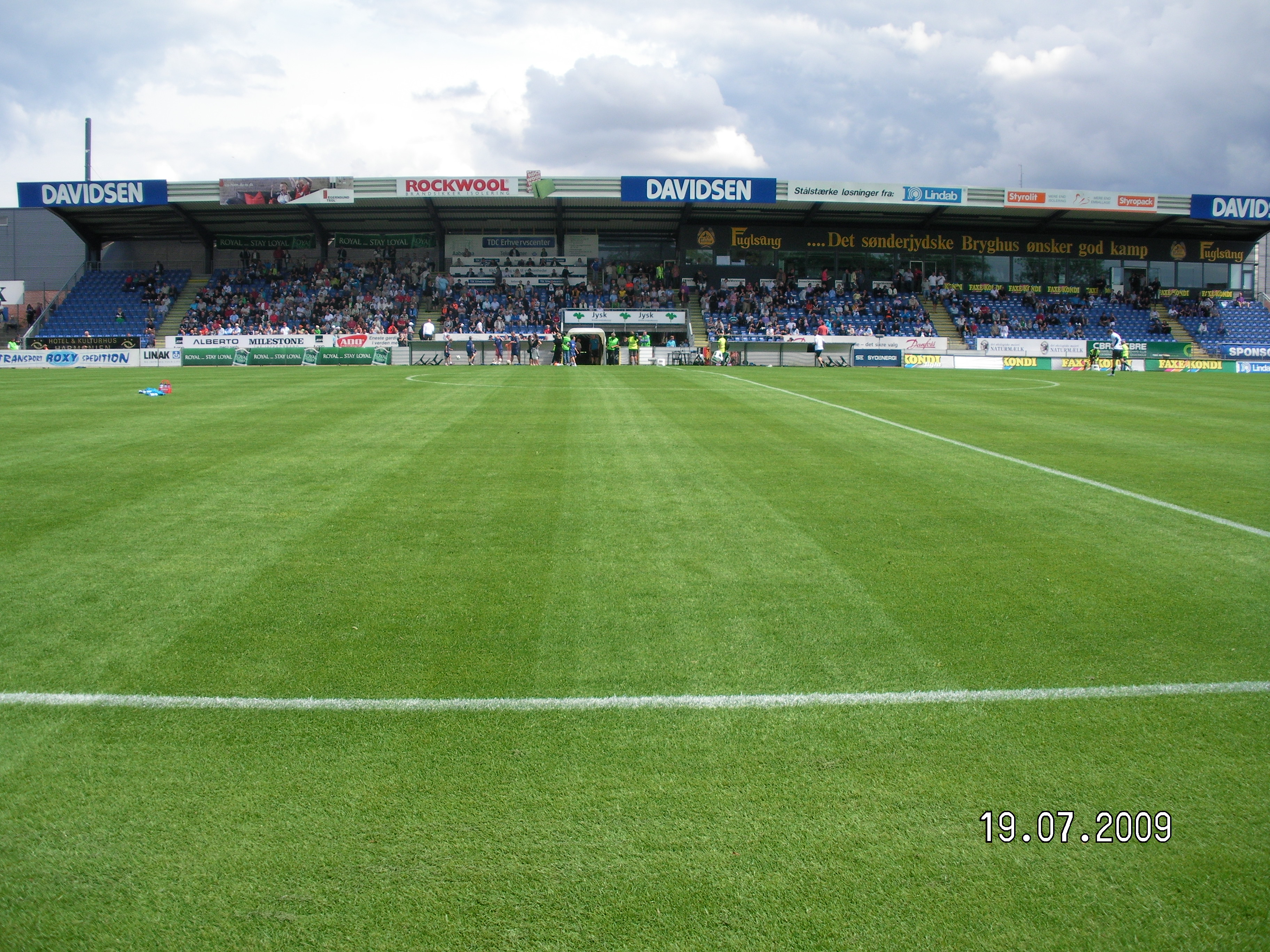
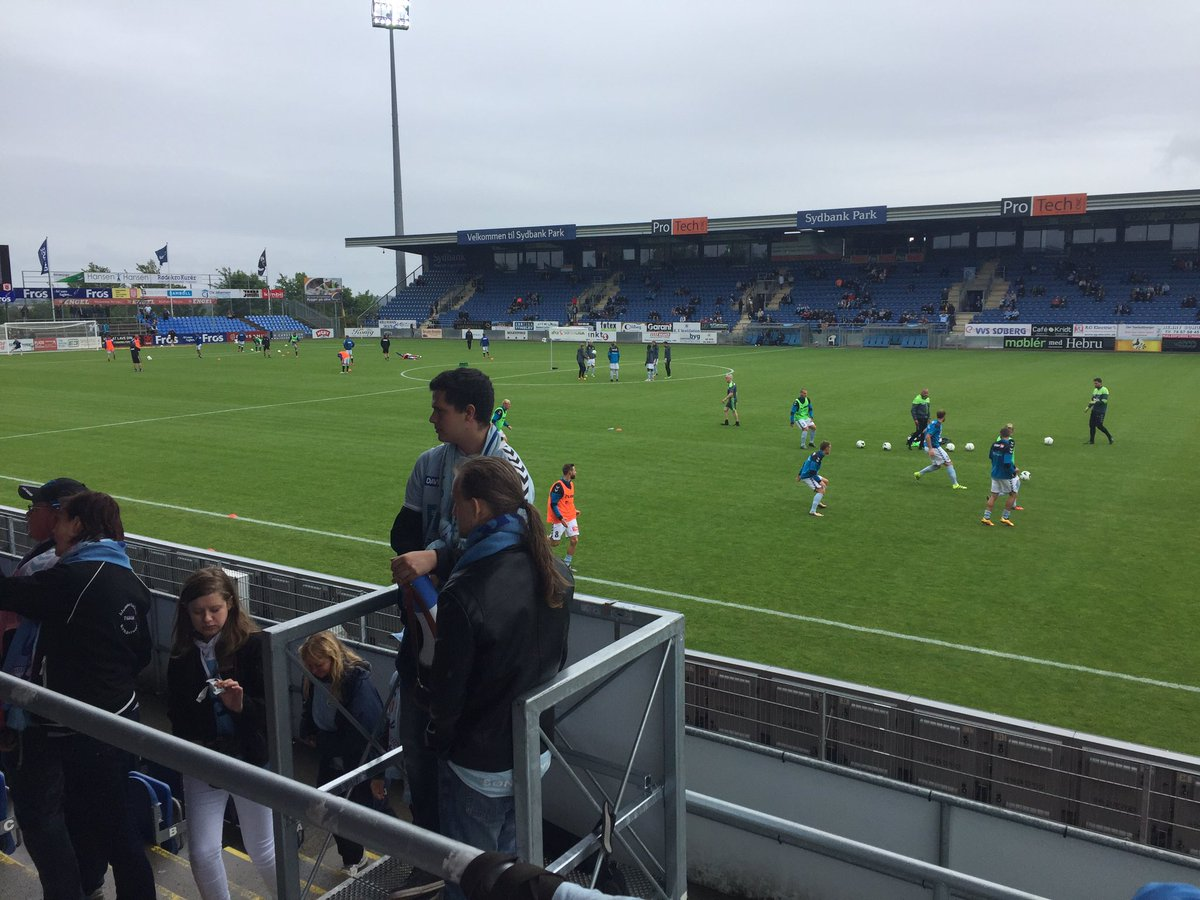